# Macica (demon)
Macica – demon, straszydło z okolic Działdowa, kurcz żołądka, kolka żołądkowa, pojmowany jako przejaw oddziaływania czegoś złego, tkwiącego w ciele człowieka. 
Wyobrażano go sobie w postaci robaka z mocnymi szponami i kleszczami, którymi, gdy był pobudzony i podrażniony, szczypał i szarpał ludzkie wnętrzności. Każdy człowiek miał w sobie macicę, która zadawała wielkie cierpienia. Gdy jednak zeń odchodziła, wtedy człowiek umierał. Demon ten miał kuliste ciało i niezliczoną liczbę nóg, był wielkości talara.